# Lynn Picknett
Lynn Picknett es una escritora inglesa cuyas obras se refieren al mundo paranormal, sobrenatural, los misterios religiosos e históricos, las teorías conspirativas y la pseudohistoria.
Lynn Picknett, nació en Folkestone, Kent, Inglaterra en abril de 1947. Ella misma asegura que creció en una casa embrujada en el condado de York, donde asistió a la Park Grove Junior School and Queen Anne Grammar School. Después recibió sus estudios en la universidad, graduándose posteriormente con un alto grado en Literatura Inglesa; seguidamente laboró como maestra y dependiente de una tienda, hasta que tuvo la oportunidad de trasladarse a la ciudad de Londres en 1971, para unirse a la Marshall Cavendish Publications como sub-editora.

## Teorías
Picknet piensa que el movimiento de la Nueva era quiera poner en marcha un sincretismo religioso para un Nuevo Orden Mundial basado sobre antiguos cultos egipcios.

## Obras
- The Loch Ness Monster (Pitkin Guides)
- Royal Romance an Illustrated History of the Royal Love Affairs
- Mary Magdalene : Christianity's Hidden Goddess
- The Secret History of Lucifer
- Mammoth Book of UFO's
- Flights of Fancy? 100 Years of Paranormal Experiences

coescritora
- Turin Shroud: In Whose Image? the Truth Behind the Centuries-Long Conspiracy of Silence (con Clive Prince)
- The Templar Revelation con Clive Prince.
- Stargate Conspiracy : The Truth about Extraterrestrial Life and the Mysteries of Ancient Egypt (con Clive Prince)
- Double Standards : The Rudolf Hess Cover-Up (con Clive Prince y Stephen Prior)
- War of the Windsors : A Century of Unconstitutional Monarchy (con Clive Prince y Stephen Prior)
- Encyclopedia of Dreams
- Friendly Fire (2004) (con Clive Prince y Stephen Prior)
- The Sion Revelation (2006) (con Clive Prince)
- The Masks of Christ: Behind the Lies and Cover-ups About the Man Believed to Be God (2008)(avec Clive Prince)